# Necrobia rufipes
Necrobia rufipes là một loài bọ cánh cứng săn mồi trong họ Cleridae phân bố rộng rãi.

## Hình ảnh

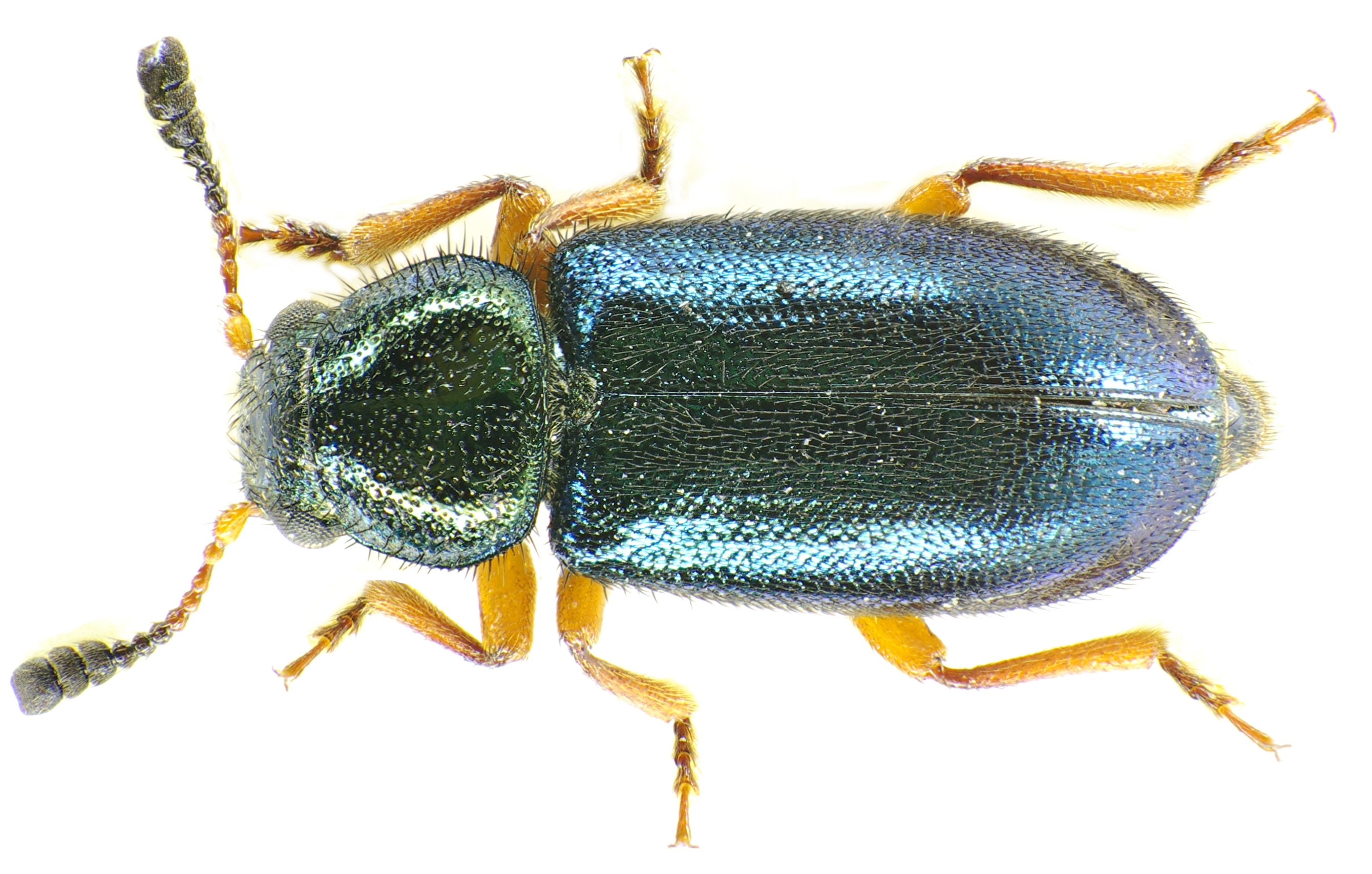
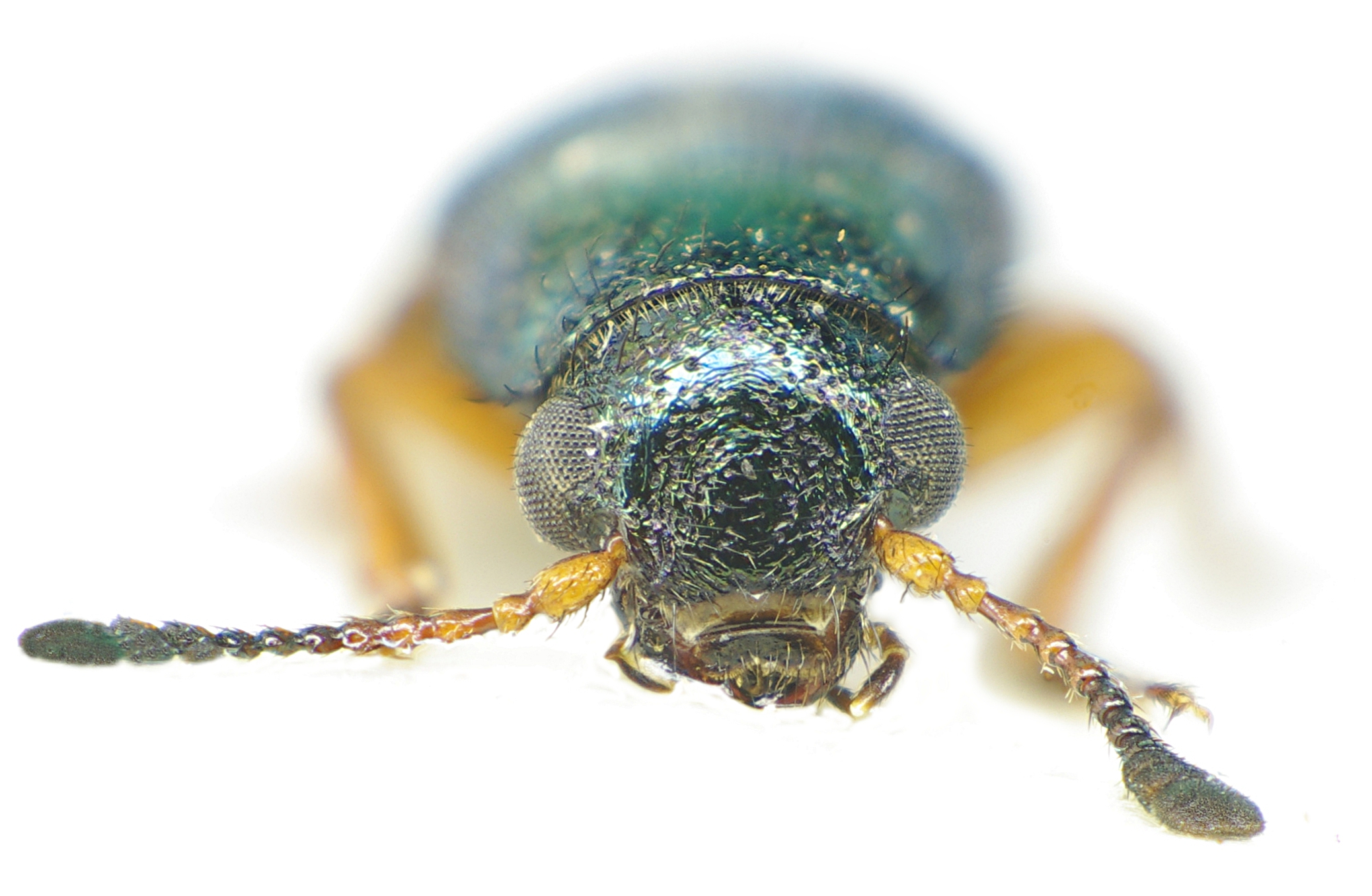
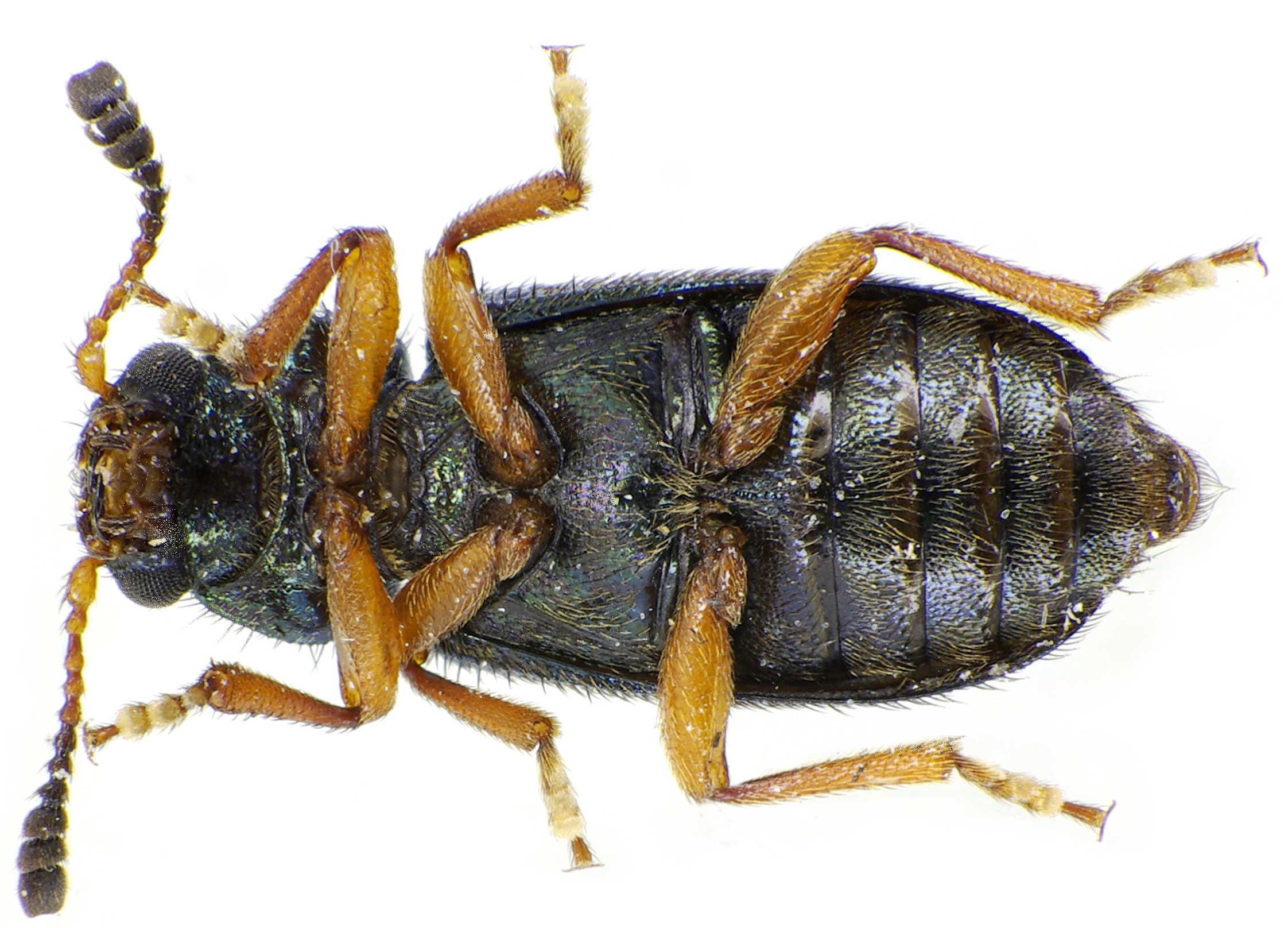
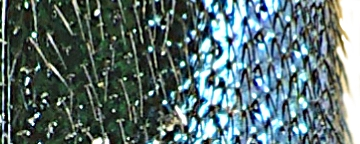